# Suzue Miuchi Best Works
Suzue Miuchi Best Works (美内すずえ傑作選?, Miuchi Suzue kessakusen) è una raccolta delle storie brevi a fumetti scritte e disegnate da Suzue Miuchi.
L'antologia presenta le migliori storie (one-shot o pochi episodi) scritte dall'autrice dal suo debutto nel 1967 al 1982, anno dal quale si dedica esclusivamente ai suoi manga lunghi Amaterasu e Il grande sogno di Maya. In questo florilegio l'autrice dimostra la sua versatilità nell'affrontare molti generi diversi, dalla farsa alla tragedia, e spicca la grande quantità di storie fantasy.

## Storie
L'edizione italiana di Suzue Miuchi Best Works presenta le stesse storie di quella giapponese, ma pubblicate in ordine diverso.
Volume 1
Volume 2
- L'ombra bianca
- Le fiamme verdi

Volume 3
- L'impero di Saint Alice
  1. Le mele gialle volanti
  2. La strega del doposcuola
  3. Evviva sua maestà!
  4. Arriva Zero il ladro
- Dynamite Milk Pie (prima parte)

Volume 4
- Dynamite Milk Pie (seconda parte)
- Melodia per due
- Il cavaliere del giglio bianco (prima parte)

Volume 5
- Il cavaliere del giglio bianco (seconda parte)
- La regina di Amaranth (prima parte)

Volume 6
- La regina di Amaranth (seconda parte)
- La tragedia del tredicesimo mese

Volume 7
- Le tenebre dorate ci guardano
- I girasoli d'inverno
- Il cavaliere di Pollyanna

Volume 8
- La principessa Alessandra
- Il ghiacciaio del non ritorno

Volume 9
- Maria tra le fiamme
- Sogno di una notte di mezza estate
- La battaglia dell'arcobaleno

Volume 10
- Il suono della neve
- Un giorno di neve
- Il vento che si voltò indietro

## Volumi
Gli episodi sono stati pubblicati dalla Hakusensha nella rivista Hana to yume e raccolti in 14 tankōbon. I volumi dell'edizione italiana non corrispondono a quelli giapponesi sia per quantità di storie contenute, sia per ordine delle stesse.
| Nº | Data di prima pubblicazione | Data di prima pubblicazione | Data di prima pubblicazione |
| Nº | Giapponese                  | Giapponese                  | Italiano                    |
| -- | --------------------------- | --------------------------- | --------------------------- |
| 1  | 15 dicembre 1995            | ISBN 4-592-88361-6          | 13 aprile 2005              |
| 2  | 15 marzo 1996               | ISBN 4-592-88362-4          | 13 maggio 2005              |
| 3  | 15 giugno 1996              | ISBN 4-592-88363-2          | 13 maggio 2005              |
| 4  | 13 settembre 1996           | ISBN 4-592-88364-0          | 13 luglio 2005              |
| 5  | 13 dicembre 1996            | ISBN 4-592-88365-9          | 12 agosto 2005              |
| 6  | 14 marzo 1997               | ISBN 4-592-88366-7          | 13 settembre 2005           |
| 7  | 13 giugno 1997              | ISBN 4-592-88367-5          | 13 ottobre 2005             |
| 8  | 12 settembre 1997           | ISBN 4-592-88368-3          | 12 dicembre 2005            |
| 9  | 12 dicembre 1997            | ISBN 4-592-88369-1          | 13 febbraio 2006            |
| 10 | 15 marzo 1998               | ISBN 4-592-88370-5          | 13 aprile 2006              |
| 11 | 15 giugno 1998              | ISBN 4-592-88371-3          | 19 giugno 2006              |
| 12 | 15 settembre 1998           | ISBN 4-592-88372-1          | 10 agosto 2006              |
| 13 | 15 dicembre 1998            | ISBN 4-592-88373-X          | 13 ottobre 2006             |
| 14 | 15 marzo 1999               | ISBN 4-592-88374-8          | -                           |